# Belloy-Saint-Léonard

Belloy-Saint-Léonard este o comună din departamentul Somme din regiunea Picardia – Franța. 

## Geografie
Belloy-Saint-Léonard este situată la aproximativ 38 km vest de Amiens pe șoseaua D157 și cam la 36 km sud de Abbeville.

## Populație
| 1962 | 1968 | 1975 | 1982 | 1990 | 1999 |
| ---- | ---- | ---- | ---- | ---- | ---- |
| 72   | 103  | 113  | 107  | 97   | 102  |

## Personalități
- Philippe Leclerc de Hauteclocque, mareșal al Franței , născut pe 22 noiembrie 1902.